# Cestrum hotteanum
Cestrum hotteanum är en potatisväxtart som beskrevs av Ignatz Urban och Ekman. Cestrum hotteanum ingår i släktet Cestrum och familjen potatisväxter. Inga underarter finns listade i Catalogue of Life.